# Laab im Walde
Laab im Walde es una localidad del distrito de Mödling, en el estado de Baja Austria, Austria. Tiene una población estimada, a principios del año 2021, de 1114 habitantes.
Está ubicada al este del estado, a poca distancia al sur de Viena y del río Danubio.